# Saint-Germain-du-Teil
Saint-Germain-du-Teil es una población y comuna francesa, situada en la región de Languedoc-Rosellón, departamento de Lozère, en el distrito de Mende. Es el chef-lieu del cantón de Saint-Germain-du-Teil.

## Demografía
| 698 | 760 | 704 | 779 | 804 | 803 |
| Para los censos de 1962 a 1999 la población legal corresponde a la población sin duplicidades (Fuente: INSEE [Consultar]) |     |     |     |     |     |